# Pietat Estany i Bou
Pietat Estany Bou (Barcelona, 1937) és una periodista catalana, força coneguda per haver treballat durant vuit anys representant el personatge fictici Elena Francis en el consultori radiofònic de l'Institut Francis, al districte de Sarrià - Sant Gervasi de Barcelona.

## Biografia
Pietat Estany és llicenciada en filologia catalana i actualment viu a Corçà (municipi del Baix Empordà). Treballava en les tasques de la llar i a través d'un anunci al diari en 1976 fou contractada com a redactora del programa de ràdio Consultorio de Elena Francis de Ràdio Barcelona, patrocinada per l'Institut Francis i que tenia dues funcions, per una banda la venda de productes de bellesa i fer de consultori radiofònic amb les cartes que els arribaven.
La seva tasca consistia a respondre, entre el 1976 i el 1984, més de 300 cartes setmanals que, metòdicament, cada divendres a la tarda emplenava en capses de cartró i, en un viatge en autobús, les retornava a la seu del consultori de Sarrià - Sant Gervasi. Només es radiaven les cartes que superaven la censura imperant. Moltes no superaven la censura, atès que les autores -perquè la majoria eren dones- hi expressaven una problemàtica que avui dia seria objecte de denúncia i reconduïda per via penal. En aquest sentit, els abusos sexuals de pares a filles, l'alcoholisme de marits que maltractaven les seves dones, les vexacions, les dones víctimes de la solitud, els fills petits que presenciaven les humiliacions de les mares, les infidelitats conjugals i, en conseqüència, la misèria sentimental de moltes dones de l'Espanya de la postguerra que vivien sota un règim que les reprimia moralment i políticament, són temes que fins i tot en la darrera etapa del consultori, no estaven autoritzada a difondre públicament
La veritable veïna a l'ombra de Pietat Estany la constituïen les cartes que no es llegien en antena, i que contestava des de casa seva amb una senzilla màquina d'escriure Olivetti. La seva tasca va acabar quan va desaparèixer el programa el 21 de gener de 1984.
Fins al 2007 va mantenir el seu anonimat. Aleshores va escriure el llibre Estimades amigues, que va gaudir de certa difusió gràcies a entrevistes que va mantenir en programes de ràdio com (COM Ràdio "L'hora de Plutó" (2 de gener de 2009) Cadena Ser (Entrevista a Pietat Estany, 23 de gener de 2008) i el reportatge televisiu que li va dedicar TV3 a l'hora del lector el 14 de febrer de 2008.
Paral·lelament, el Diari de Girona li va dedicar un article titulat Els consells ocults d'Elena Francis Arxivat 2016-01-25 a Wayback Machine., el 8 de febrer de 2008 i a aquest mateix diari Pietat Estany va concedir una entrevista el 5 de març de 2008. La periodista Sílvia Soler va publicar un article sobre Pietat Estany al diari Avui el 14 de juny de 2010.
Pietat Estany ha col·laborat en diverses publicacions locals amb articles d'opinió sobre l'entorn social i cultural, a Vilaweb I de sobte...la variant, (5 d'octubre de 2008), i Diari de Girona La fragilitat de la civilització el 21 de setembre de 2009.

## Obres
- Estimades amigues (Dèria editors, 2008)
- La Connexió (publicat a Revista de Girona, 2015)